# زيتون رخو الأزهار
زيتون رخو الأزهار (الاسم العلمي:Olea laxiflora) هو نوع من النباتات يتبع جنس الزيتون من الفصيلة الزيتونية.